# Cotoneaster pannosus
Cotoneaster pannosus, de nom comú "cornera de jardí", és una espècie de planta amb flor del gènere Cotoneaster dins la família de les rosaceae nativa de la Xina (Sichuan, Yunnan).

## Descripció
Arbusts semicaducifoli, de 1,5-3 metres d'alçada i d'amplada, branques esteses, caigudes als extrems. Fulles simples amb forma ovalada a elíptica de mides 10-25 x 5-15 mm de color verd apagat i glabra a l'anvers i una superfície peluda densament blanquinosa al revers. Pecíols de 2-7 mm de llarg. Flors de pètals blancs, amb una corol·la de ± 10 mm de diàmetre, que floreixen a la primavera i estiu. Els seus fruits són poms subglobosos de color vermell amb dos fruits secs a dintre, aquests fructifiquen a l'estiu, tardor i hivern.

## Taxonomia
Aquest tàxon va ser publicat per primer cop l'any 1890 a la revista Plantae Delavayanae pel botànic francés Adrien René Franchet.

### Sinònims
Els següents noms científics són sinònims aceptats:
- Cotoneaster amoenus E.H.Wilson
- Cotoneaster lidjiangensis G.Klotz
- Pyrus bombycilla M.F.Fay & Christenh.
- Pyrus lidjiangensis (G.Klotz) M.F.Fay & Christenh.
- Pyrus pannosa (Franch.) M.F.Fay & Christenh.

Y per a la varietat Cotoneaster pannosus var. robustior W.W.Sm:
- Cotoneaster robustior (W.W.Sm.) Flinck & B.Hylmö
- Cotoneaster vernae C.K.Schneid.
- Pyrus vernae (C.K.Schneid.) M.F.Fay & Christenh.

### Cultivars
Aquesta espècie posseeix dos cultivars: Cotoneaster pannosus 'Speckles' i Cotoneaster pannosus 'Muliensis'.

## Característiques
La cornera de jardí és un arbust que té una gran resistència a diversos fenòmens meteorològics com les sequeres, les glaçades, també aguanta la calor i tolera la presència de calç i la proximitat al mar, és per això que s'adapta a tota mena de zones climàtiques (costa, interior, muntanya) i obté una zona de rusticitat de 7. Té un consum hídric baix i la seva exposició solar idònia és a ple Sol o mitja ombra. La seva esperança de vida és de més de deu anys, en canvi, porta associades plagues i malalties cròniques. Aquesta espècie no provoca reaccions al·lèrgiques. S'ha de tenir compte amb l'espècie ja que és pontecialment invasora.

## Usos paisatgístics
Aquesta planta exòtica té atributs d'interès com les fulles i les flors, però sobretot destaquen els seus fruits vermells que creixen en abundància des de la tardor fins a l'hivern.
S'utilitza principalment com a tanca/vorada, plantades en massa i/o en grup o com exemplar aïllat.

## Galeria d'imatges

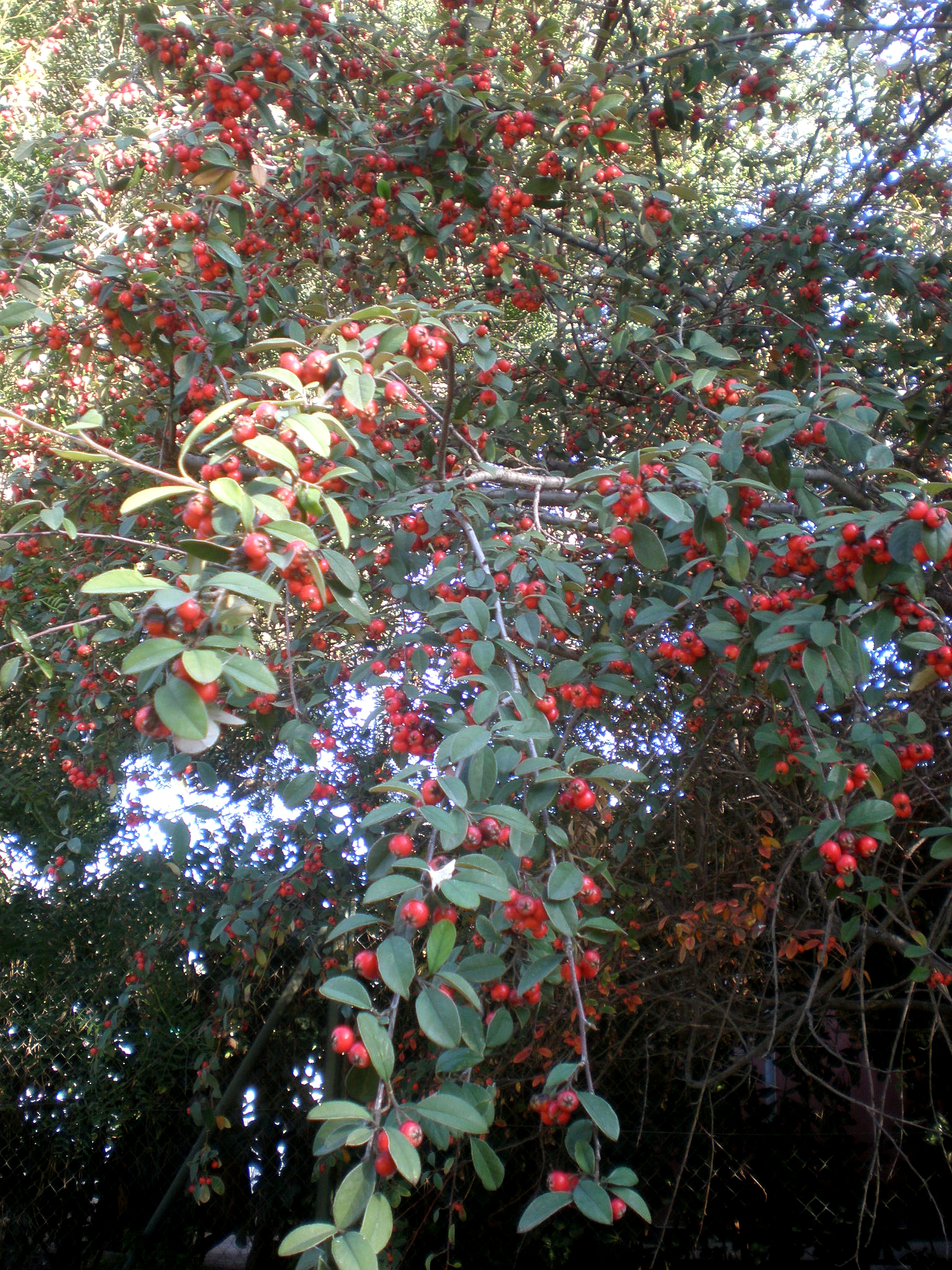
Branques amb fruits
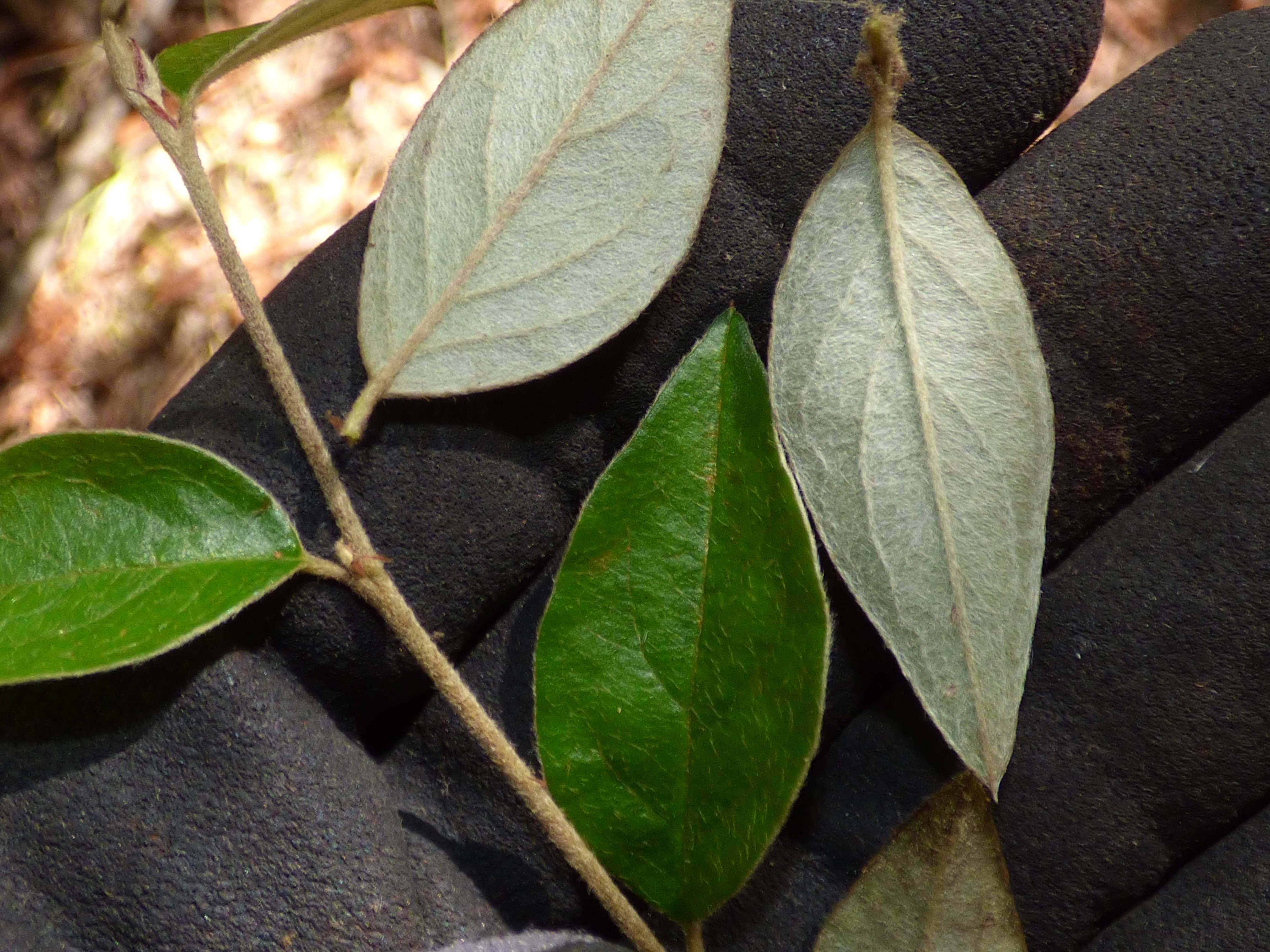
Anvers i revers de les fulles
Flors
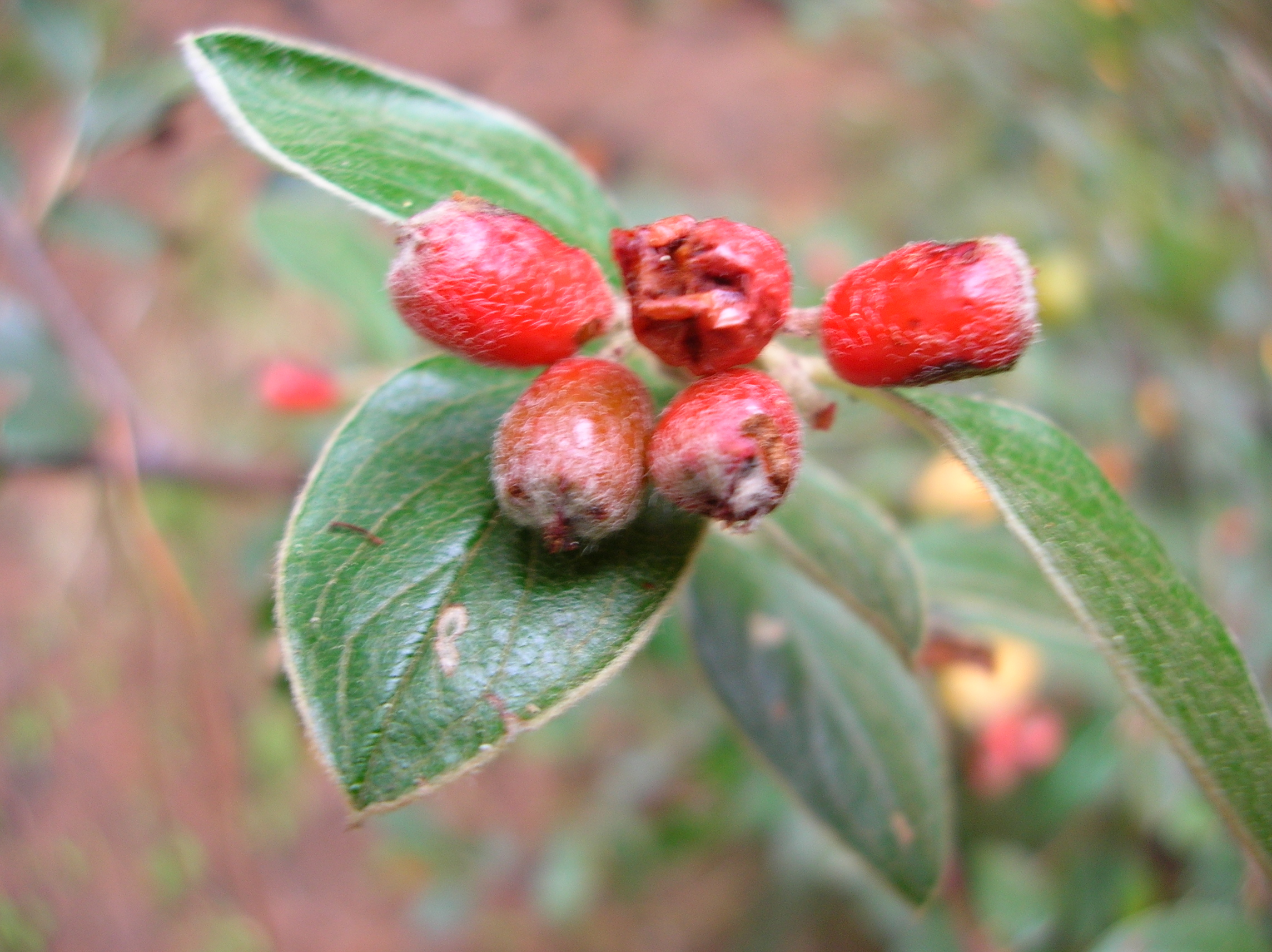
Fruits
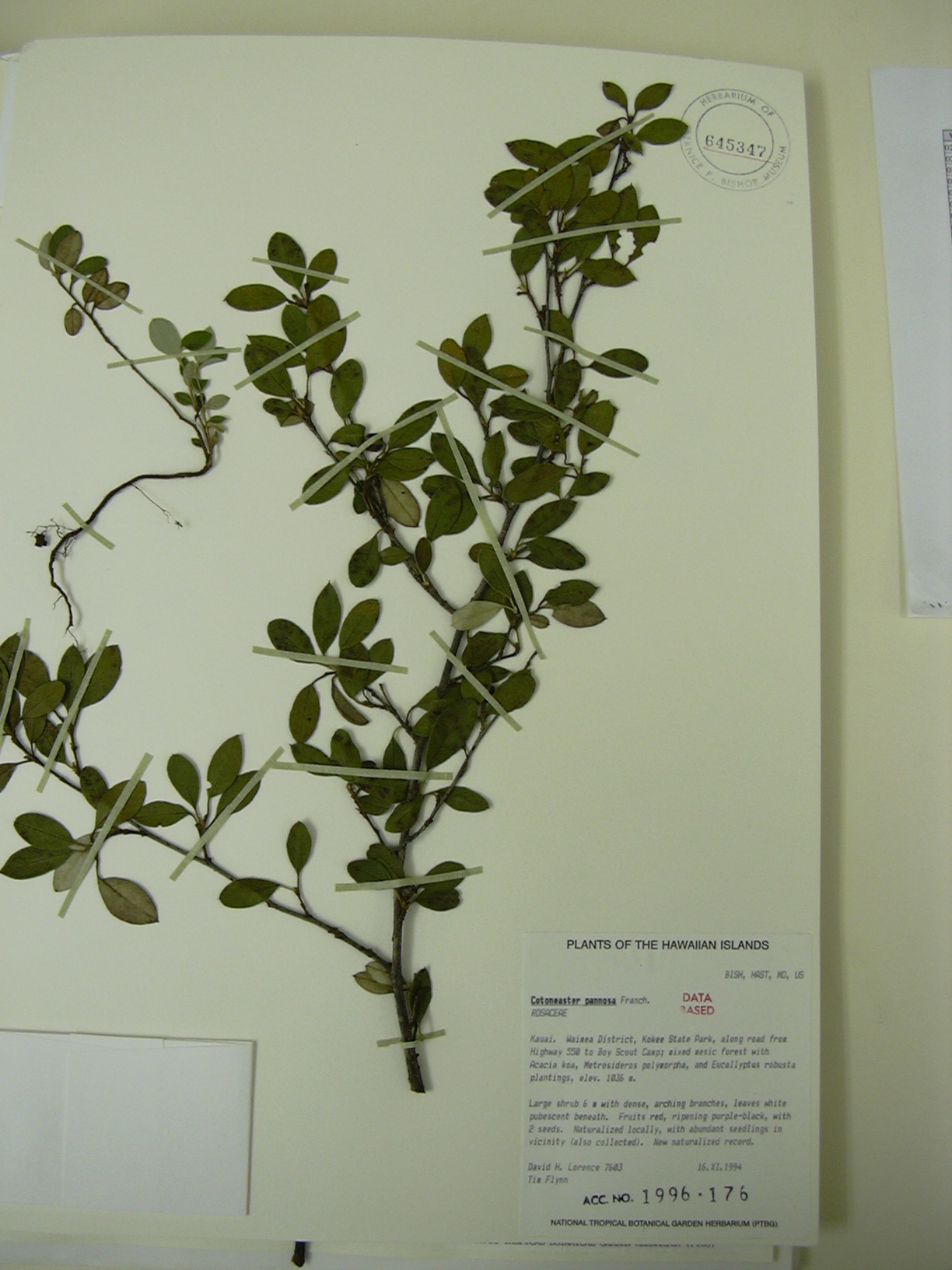
Mostra de Cotoneaster pannosus
Tanca/vorera de Cotoneaster pannosus